# Christian Mildbrandt
Christian Mildbrandt, Künstlername Schoko Casana Rosso (* 10. Januar 1960 in Berlin; †  26. September 2014 ebenda), war ein deutscher Graphiker und Illustrator.
In seiner Jugend war Milbrandt in verschiedenen Bereichen tätig, so als Jiu-Jitsu-Trainer (Träger des 4. Dan) und als Salsa-Tänzer. Sein Wirken als Illustrator und bildender Künstler begann er 1979 nach seinem Abitur. Ab 1980 richtete er Einzelausstellungen aus und beteiligte sich an Ausstellungen. In den Jahren 1982 und 1983 war er Mitherausgeber der druckgraphischen Zeitschrift 25. Ab 1984 arbeitete er als Illustrator beim Verlag Rolf A. Burkart. Ab 1993 war er Mitarbeiter beim Künstlermagazin artischocke des Verlages.
1994 begann er mit der Produktion von Künstlerbüchern im Eigenverlag. Er veröffentlichte bei der Corvinus Presse Künstlerbücher, zum Beispiel zusammen mit Peter Wawerzinek und Heinrich Ost. Weiterhin war er im Bereich der Mail Art aktiv.
Er blieb bis zu seinem Tod Trainer im Verein Erster Berliner Judo Club 1922 e.V. (EBJC). Sein Grab liegt in Schöneiche bei Berlin (Friedhof Friedensaue).
Sein Nachlass befindet sich in der Staatsbibliothek zu Berlin – Preußischer Kulturbesitz.

## Werke
- Peter Wawerzinek: I DYL AN I, Prosatext, mit acht zweifarbigen und zwei einfarbigen Linolschnitten von Schoko Casana Rosso, übersetzt von Mitch Cohen, Berlin, Corvinus, 2014, ISBN 978-3-942280-31-0.
- Peter Wawerzinek ICH DYL AN ICH, Prosatext, mit sechs zweifarbigen und zwei einfarbigen Linolschnitten von Schoko Casana Rosso, Berlin, Corvinus, 2014, ISBN 978-3-942280-30-3.
- Heinrich Ost: Auf dem Libellenfriedhof mit vier Farblinolschnitten von Schoko Casana Rosso, Berlin, Corvinus, 2015, ISBN 978-3-942280-32-7.